# Sektion Donauland

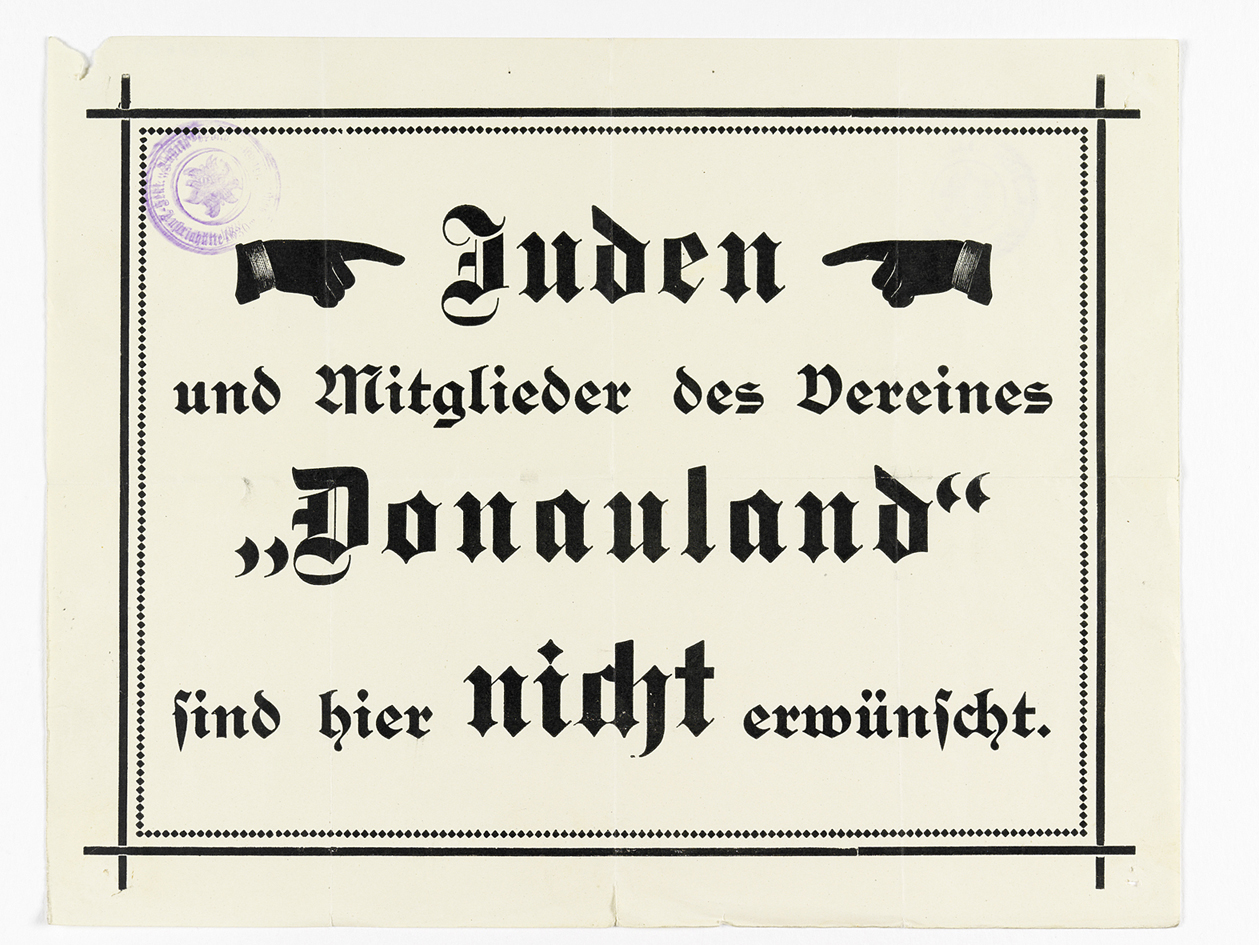
Antisemitisches Schild an den Hütten des DOeAV in den 1930er Jahren

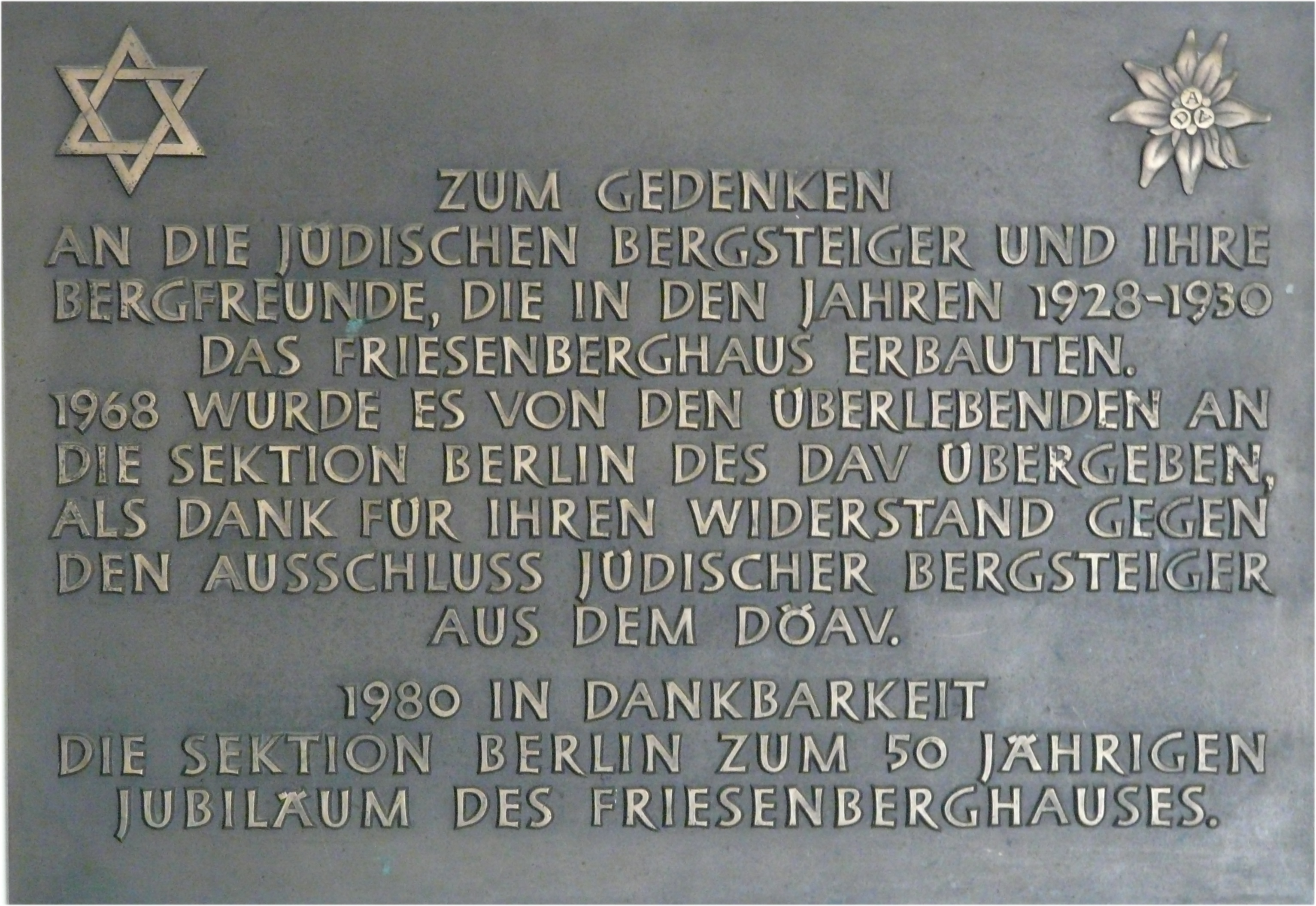
Gedenktafel Friesenberghaus

Die Sektion Donauland war eine 1921 insbesondere von jüdischen Bergsteigern in Wien gegründete Sektion des Deutschen und Österreichischen Alpenvereins (DuOeAV). Sie wurde 1924 nach dem Ausschluss aus dem DuOeAV in den Alpenverein Donauland umgewandelt. Ihr gehörte neben der Glorer Hütte in der Glocknergruppe und dem Obertauernhaus auch das 1931 fertiggestellte Friesenberghaus in den Zillertaler Alpen.

## Geschichte
Die Sektion entstand aufgrund der antisemitischen Ausrichtung von großen Teilen des DuOeAV. Eduard Pichl, der Vorsitzende der Sektion Austria, setzte im Oktober 1921 einen sogenannten Arierparagraphen in seiner Sektion durch: „Mitglieder der Sektion können nur Deutsche, somit nur Arier werden.“ Etwa 2000 jüdische Mitglieder traten daraufhin aus, auch etliche Nichtjuden verließen die Sektion, da sie die neue Ausrichtung nicht mittragen konnten und wollten.
Daraufhin wurde im gleichen Jahr die Sektion Donauland gegründet, in der sich viele ausgeschlossene Bergsteiger sammelten, unter anderem Viktor Frankl, Fred Zinnemann und Joseph Braunstein. Erster Vorsitzender der Sektion Donauland wurde der bekannte Bergsteiger und mit einer Jüdin verheiratete Karl Hanns Richter. Trotz des holprigen Starts entwickelte sich die neue Sektion sehr gut. Nach eigenen Angaben war sie ein Mittelschichtverein, der stark an Mitgliedern gewann: 1922 hatte die Sektion 2124 Mitglieder, 1923 bereits 3359 und ein Jahr später wurde sie als achtgrößte Sektion im DÖAV geführt, dabei waren etwa 20 % der Mitglieder Nicht-Juden.
Im Dezember 1924 gelang es der rechtsradikalen Seite, die Sektion Donauland auf einer außerordentlichen Hauptversammlung mit fadenscheinigen Gründen aus dem DuOeAV auszuschließen. Der Widerstand seitens anderer Sektionen war nur schwach. Lediglich die Sektionen Aachen, Barmen, Berlin, Essen, Frankfurt am Main, Gelsenkirchen, Gummersbach, Leipzig, Mainz, Marburg, Zwickau und Gleiwitz (von insgesamt über 300) versuchten, den Ausschluss zu verhindern. Die Sektion Donauland wurde daher 1925 von ihren Mitgliedern in den Alpenverein Donauland umgewandelt.
Donauland kaufte Hütten, wie etwa die Mainzer Hütte in der Glocknergruppe und baute diese aus. Der Verein brachte auch große Bergsteiger hervor, wie etwa Rudolf Reif, dem zusammen mit seiner Frau Hedwig mehrere Erstbegehungen gelangen – die Sektion Donauland ließ auch Frauen zu, etwas, das Seltenheitswert beim DÖAV hatte. Viktor Frankl war auch Mitglied in der Sektion. Otto Marguelies, der 1917 bei einem Absturz ein Bein verloren hatte, gelang als Einbeinigem eine Reihe von Erstbegehungen. Er gilt als einer der Begründer des Behindertenbergsteigens.
Aus Solidarität und zur Unterstützung der Sektion Donauland gründeten auch 600 Berliner Bergsteiger einen neuen Verein, den Deutschen Alpenverein Berlin, der von 1928 bis 1931 zusammen mit der Sektion Donauland das Friesenberghaus plante und errichtete. 1934 verboten die Nationalsozialisten den Berliner Verein, der das Friesenberghaus zuvor noch der Sektion Donauland überschrieben hatte. Kurz nach dem „Anschluss Österreichs“ wird 1938 auch Donauland von der GeStaPo aufgelöst. Die deutsche Wehrmacht beschlagnahmte daraufhin das Friesenberghaus und die Glorer Hütte wurde dem nun nationalsozialistisch gelenkten Deutschen Alpenverein übereignet.
1945 wurde der Alpenverein Donauland von wenigen überlebenden und zurückgekehrten Mitgliedern wiedergegründet, und der Besitz der Glorer Hütte und des Friesenberghauses erfolgreich eingeklagt. Das Friesenberghaus war 1945 jedoch vollständig geplündert worden, und die etwa 120 der ehemals rund 3000 Mitglieder des Vereins waren danach nicht mehr in der Lage, das Friesenberghaus wie auch die Glorer Hütte auf Dauer zu erhalten. Das Friesenberghaus wurde schließlich 1968 der Sektion Berlin und die Glorer Hütte der Sektion Eichstätt des DAV übereignet. Der Alpenverein Donauland löste sich ein Jahr nach dem Tod Karl Hanns Richters im Mai 1976 auf.
2003 erfolgte eine grundlegende Sanierung und Erweiterung des Friesenberghauses zu einer internationalen Begegnungsstätte gegen Intoleranz und Hass.
Am 6. Dezember 2002 gedachte die Sektion Austria im Rahmen einer Veranstaltungsreihe zur Vergangenheitsaufarbeitung ihres ehemaligen (ab 1910 agierenden, 1921 Eduard Pichl weichenden) Sektionsvorsitzenden Josef Donabaum, der 1922 sein seit 1921 ausgeübtes Mandat als dritter Vorsitzender des DÖAV entnervt von persönlichen Angriffen niedergelegt hatte. Anlassbezogen wurde die von der Sektion Austria am Alpenvereinshaus in Wien angebrachte Gedenktafel „Gegen Hass und Intoleranz, 1921–1945“ enthüllt.